# Igreja de Pamacaristo

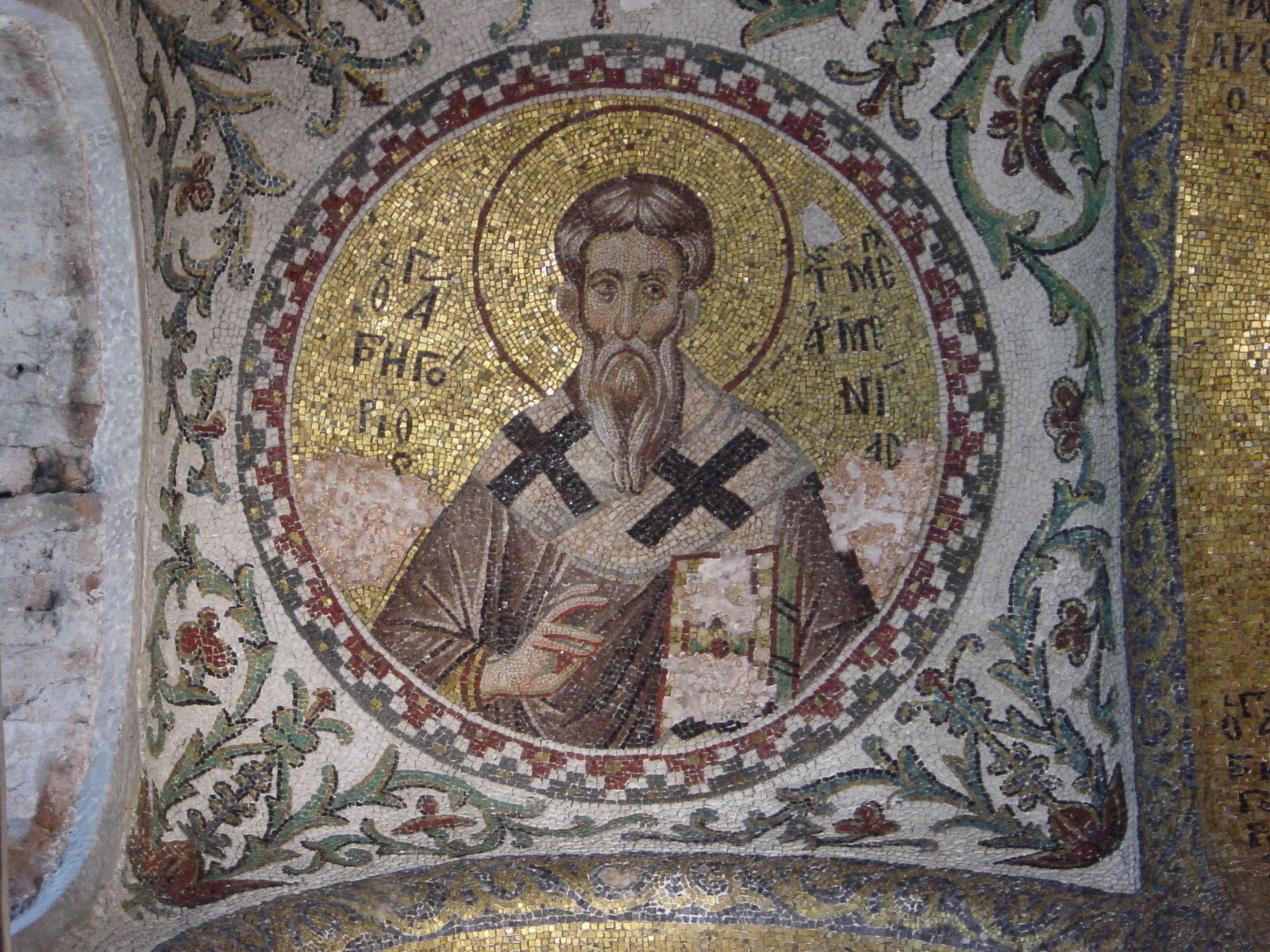
Mosaico de São Gregório, o Iluminador

A Igreja de Pamacaristo (em grego: Θεοτόκος ἡ Παμμακάριστος; romaniz.: Theotokos é Pammakaristos; lit. "Igreja da Abençoada Mãe de Deus"), atualmente chamada Mesquita da Conquista (em turco: Fethiye Camii) é uma das igrejas bizantinas mais famosas de Istambul, Turquia. O seu pareclésio (capela lateral característica da arquitetura religiosa bizantina) é um dos melhores exemplos da arquitetura do período da dinastia paleóloga e é igreja de Istambul com mais mosaicos a seguir à Basílica de Santa Sofia e à Igreja de São Salvador em Cora. Atualmente é uma mesquita, estando uma parte convertida em museu.
A igreja encontra-se no bairro de Çarşamba, o qual faz parte do distrito de Fatih, na parte interior das Muralhas de Constantinopla, num local elevado com vista sobre o Corno de Ouro.

## História
O edifício foi construído entre os séculos XI e XII. Segundo alguns historiadores, terá sido o imperador Miguel VII Ducas (r. 1067–1078) quem mandou edificar a igreja. Outros defendem que a igreja foi construída durante a dinastia comnena. O académico suíço Ernest Mamboury sugeriu que o edifício original foi construído no século VIII.
No início de período paleólogo, foi adicionado um pareclésio na ala sul, o qual foi dedicado a "Cristo, a Palavra" (Christosho Logos em grego). A capela foi erigida pouco depois de 1310 por Marta Glabas em memória do seu falecido marido, o protoestrator (vice-comandante do exército bizantino), Miguel Ducas Glabas Tarcaniota, general de Andrónico II Paleólogo. Ao longo do interior e do exterior do pareclésio há uma elegante inscrição com uma dedicatória a Cristo, da autoria do poeta Manuel File.
Na mesma altura, a igreja foi renovada, conforme ficou demonstrado durante estudos levados a cabo no templon (separador entre a nave e o altar). Após a Queda de Constantinopla, em 1453, a sede do Patriarcado Ortodoxo Grego começou por ser transladado para a Igreja dos Santos Apóstolos e em 1456 passou a funcionar em Pamacaristo, de onde só saiu em 1587.
Em 1592, o sultão Murade III converteu a igreja numa mesquita e nomeou-a em honra à sua conquista (em turco: fetih) da Geórgia e do Azerbaijão, de onde resultou o nome de Mesquita da Conquista. Foram então removidas as paredes interiores para acomodar os requisitos das orações, criando um espaço aberto mais amplo.
Em 1949 o edifício estava muito negligenciado, tendo então sido restaurado pelo Instituto Bizantino da América e o Centro Dumbarton Oaks. A restauração devolveu ao espaço o seu esplendor do passado. Enquanto que o edifício principal continua a ser uma mesquita, o pareclésio foi convertido num museu.

## Arquitetura e decoração
O edifício do período dos comnenos era uma igreja com uma nave principal, dois deambulatórios, três absides e um nártex a ocidente. A alvenaria era típica da época e usava a técnica de tijolos com reentrâncias. Essa técnica consistia na mistura de peças de tijolo com argamassa e ainda pode ser observada na cisterna que existe debaixo da igreja e no interior desta. A conversão da igreja em mesquita envolveu grandes mudanças no edifício. As arcadas que ligavam a nave central com o deambulatório foram removidas e substituídas por arcos largos largos para abrir a nave. As três absides foram também removidas e no seu lugar foi construída uma grande sala com uma cúpula, colocada a leste e obliquamente em relação à orientação do edifício.
O pareclésio é o mais belo monumento do período bizantino tardio em Constantinopla. A sua planta é a típica cruz inscrita,
com cinco cúpulas, mas a proporção entre as dimensões verticais e horizontais é muito maior do que o usual, embora menor que igrejas bizantinas suas contemporâneas construídas nos Balcãs.
Embora grande parte do revestimento de mármore colorido tenha desaparecido, o santuário ainda tem alguns restos de painéis de mosaicos restaurados, os quais, embora não tão variados e tão bem preservados como os da Igreja de São Salvador em Cora, são importantes para o estudo e compreensão da arte bizantina tardia.

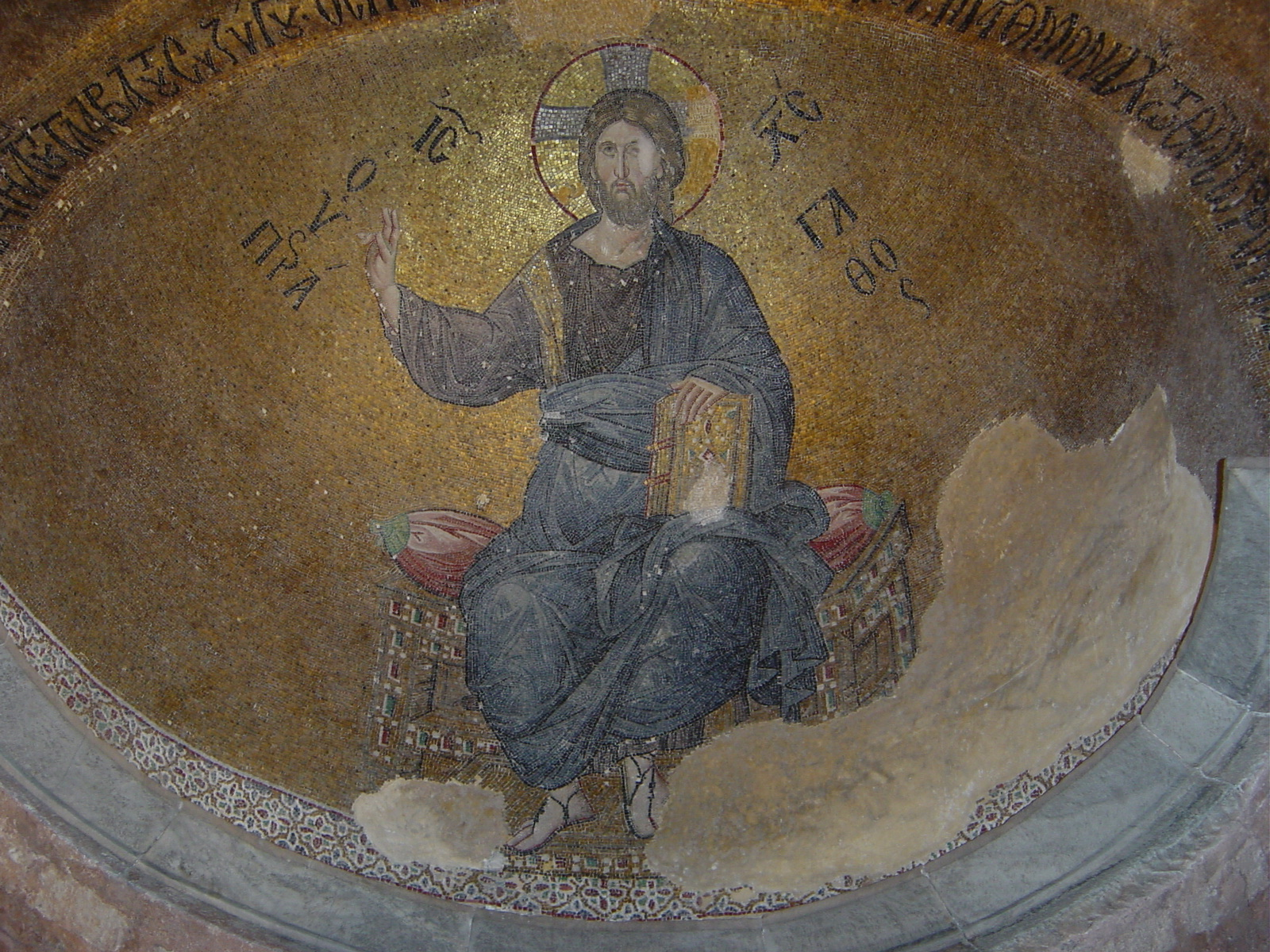
Mosaico com o Cristo Pantocrator

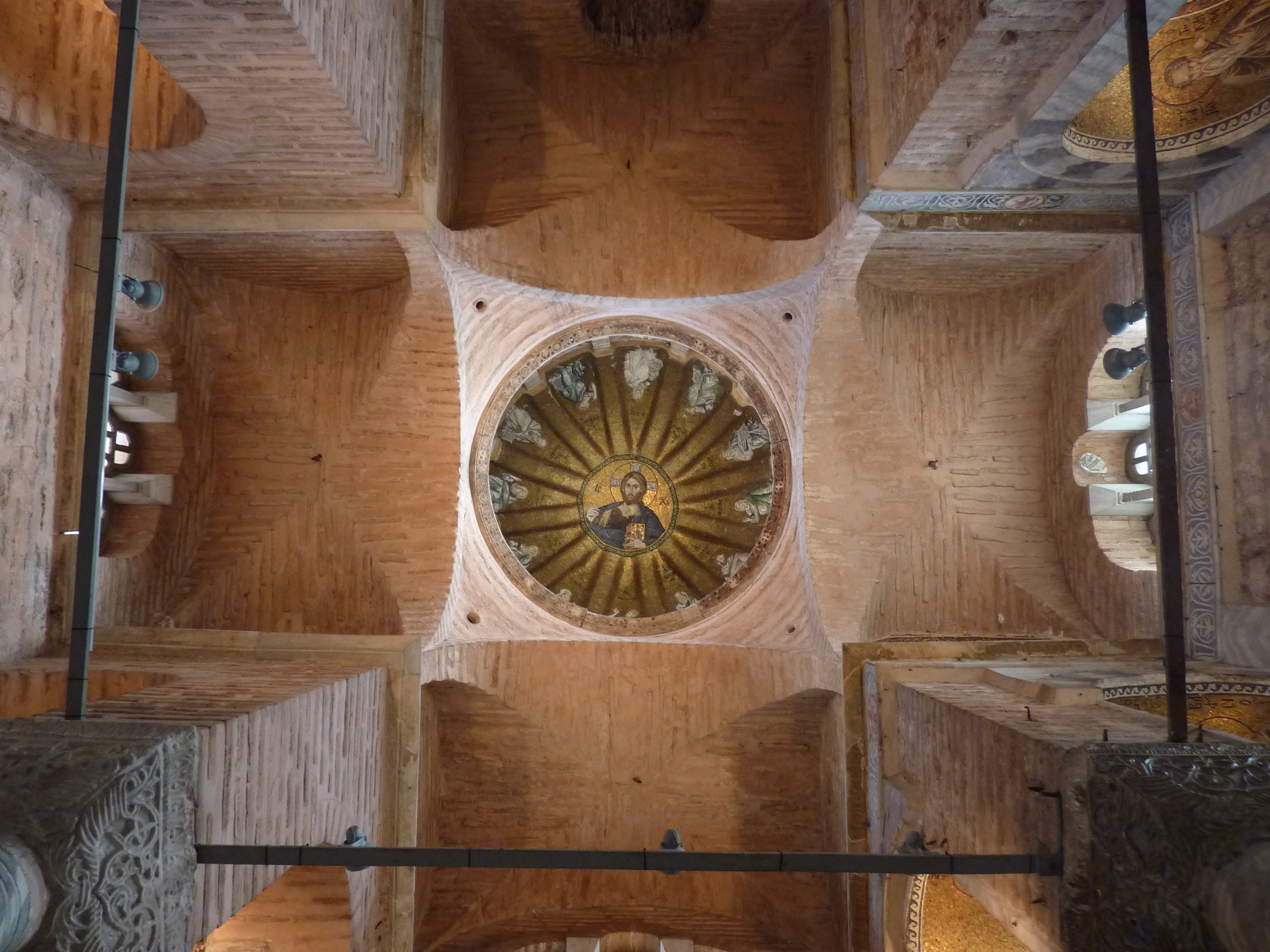
Cúpula principal do pareclésio

Debaixo da cúpula principal encontra-se um Cristo Pantocrator rodeado dos profetas do Antigo Testamento Moisés, Jeremias, Sofonias, Miqueias, Joel (profeta), Zacarias, Obadias, Habacuque, Jonas, Malaquias, Ezequiel e Isaías. Na abside, Cristo Hyperagathos  (Misericordioso) é representado com a Virgem Maria e João Batista. À direita da cúpula encontra-se uma representação intacta do Batismo de Jesus.